# Colonia Humán
Colonia Humán fue una localidad chilena ubicada en la comuna de Los Ángeles, al sur de la Región del Biobío. Como consecuencia del crecimiento demográfico, la localidad fue completamente conurbada con el resto del área urbana de la ciudad, conformando un barrio comprendido entre las avenidas Alemania y Gabriela Mistral. Formó parte del departamento de La Laja como una subdelegación. Asimismo, fue considerada la colonia alemana más septentrional del proceso de colonización alemana del sur de Chile, puesto que en la actualidad ocupa Contulmo, en la provincia de Arauco.

## Historia

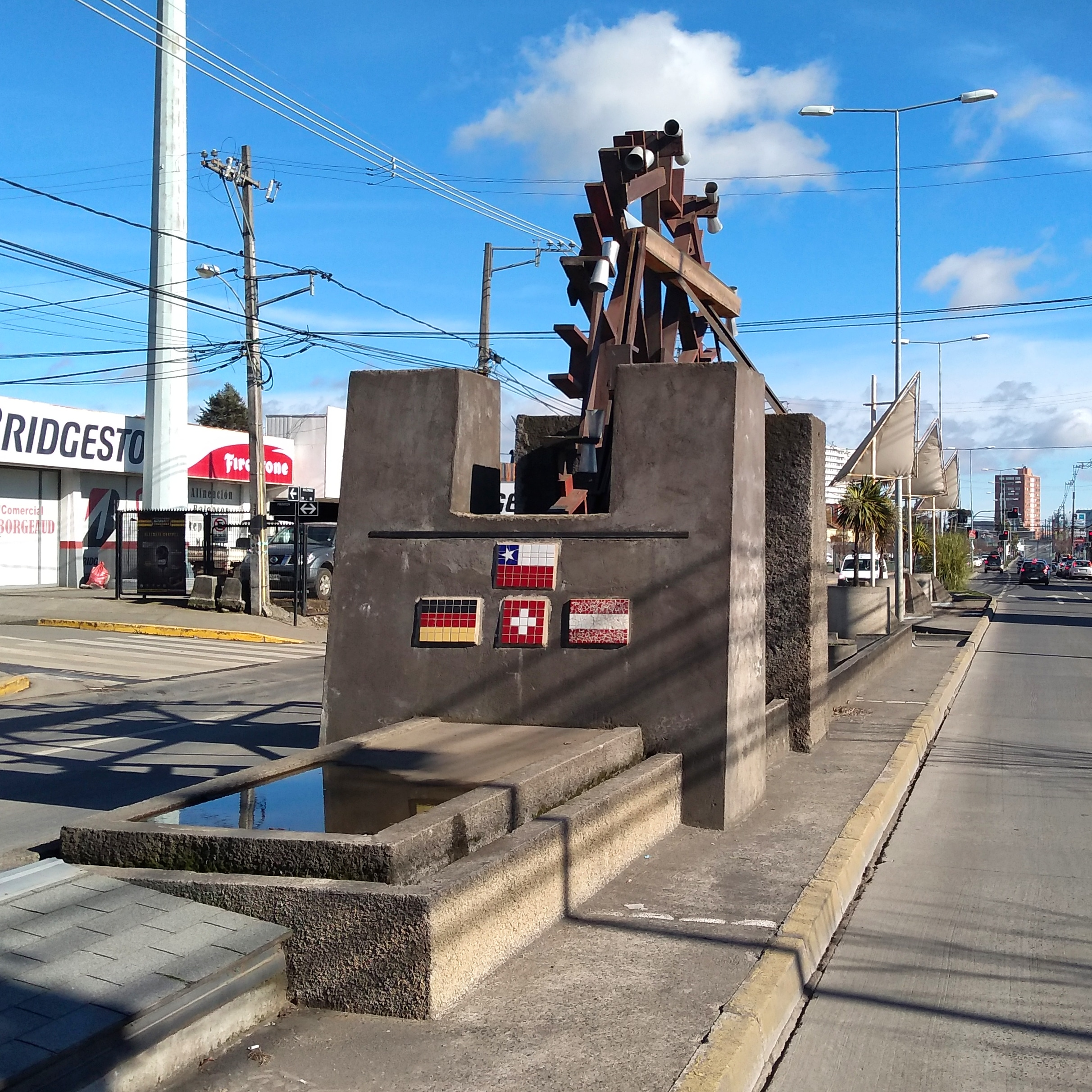
Monumento conmemorativo a los colonos alemanes, suizos y austriacos de Los Ángeles. Inaugurado en 2011 con motivo de los 150 años de la colonización germánica en la ciudad.

Como parte del proceso de colonización organizado por el Gobierno de Chile con la promulgación de la "Ley de Inmigración Selectiva" en 1845, que permitió la llegada de miles de familias de origen europeo desde mediados del siglo XIX, que cumplieran ciertos requisitos para fundar y poblar localidades del sur del país. En el caso de Colonia Humán, arribaron tanto familias provenientes de Alemania, como también de otros lugares que formaron parte de la Confederación Germánica, austriacos y del Imperio austrohúngaro. Los colonos destinados a la Colonia Humán, llegaron en tres contingentes que arribaron en barcos que los trajeron desde Europa hacia el puerto de Talcahuano.
Una vez que la colonia se fue urbanizando y se fue integrando con el resto de la ciudad de Los Ángeles, su avenida principal se siguió llamando durante parte del siglo XX como «Avenida Colonia Humán», hasta que fue rebautizada como «Avenida Alemania».
El Colegio Alemán de Los Ángeles (Deutsche Schule Los Ángeles, DSLA) fue fundado en 1882 en el sector.  Asimismo, la colonia de origen germánico residente en la ciudad (alemanes, austriacos y suizos) erigió un monumento conmemorativo a la colonización germánica de la ciudad, inaugurado en 2011 y ubicado donde se encontraba la Colonia Humán, en la actual Avenida Alemania. La Iglesia Luterana de Los Ángeles, comunidad que forma parte de la Iglesia Luterana en Chile (ILCH), de tradición alemana, también se encuentra ubicada dentro de los límites históricos de Colonia Humán.

## Personas destacadas
- Augustin Krämer (1865-1941): médico, marino, naturalista, etnólogo y etnógrafo chileno-alemán nacido en Colonia Humán.